# دانيال نيومان (كاتب)
دانييل لورانس نيومان (بالإنجليزية: Daniel Newman)‏ (مواليد 1963) هو لغوي كاتب، باحث ومترجم بريطاني، للأدب العربي. يعمل مستشارًا خاصًّا لمشروع العدالة الجنائية الإسلامية في مركز القانون الجنائي والعدالة، بكلية الحقوق في دورهام، كان عضوًا في مجلس الجمعية البريطانية لدراسات الشرق الأوسط من 2008 إلى 2012.

## السيرة العلمية
حصل نيومان على درجة الدكتوراه من كلية الدراسات الشرقية والأفريقية (SOAS) بجامعة لندن.
تركز أبحاث نيومان في الدراسات العربية على اللغويات (الصوتيات واللهجات) والأدب. وهو متخصص في حركة النهضة (النهضة العربية) في القرن التاسع عشر في مصر وتونس، وله منشورات واسعة النطاق حول هذا الموضوع. كما أنه منخرط في مشروع طويل الأمد حول الأدب الإيروتيكي العربي في العصور الوسطى، والذي سيؤدي إلى طبع وترجمة المخطوطات الأصلية.
قام نيومان بترجمة العديد من أعمال الأدب العربي، سواء من عصر ما قبل الحداثة أو العصر الحديث. وتشمل هذه الكتب تخليص الإبريز في تلخيص باريز لرفاعة الطهطاوي (تحت عنوان "إمام في باريس") والقصص القصيرة العربية الحديثة. وفي عام 2008، حصل على جائزة الجمهورية التونسية العالمية للدراسات الإسلامية عن كتابه "المرأة المسلمة في القانون والمجتمع".
منذ عام 2011، تم الاستشهاد بنيومان كخبير في شؤون الشرق الأوسط لقناة الجزيرة وصوت أمريكا، من بين وسائل إعلام أخرى غيرها.